# 德国坦克博物馆
德国坦克博物馆（德語：Deutsches Panzermuseum Munster，簡稱為DPM）是一个位于德国蒙斯特的坦克博物馆。

## 历史
1983年，德国坦克博物馆于蒙斯特创建，占地9,000平方米，包括7,500平方米的展览区域。陈列了从第一次世界大战到如今的坦克、军用车辆、武器、制服、奖章、军事装备等。

## 画廊

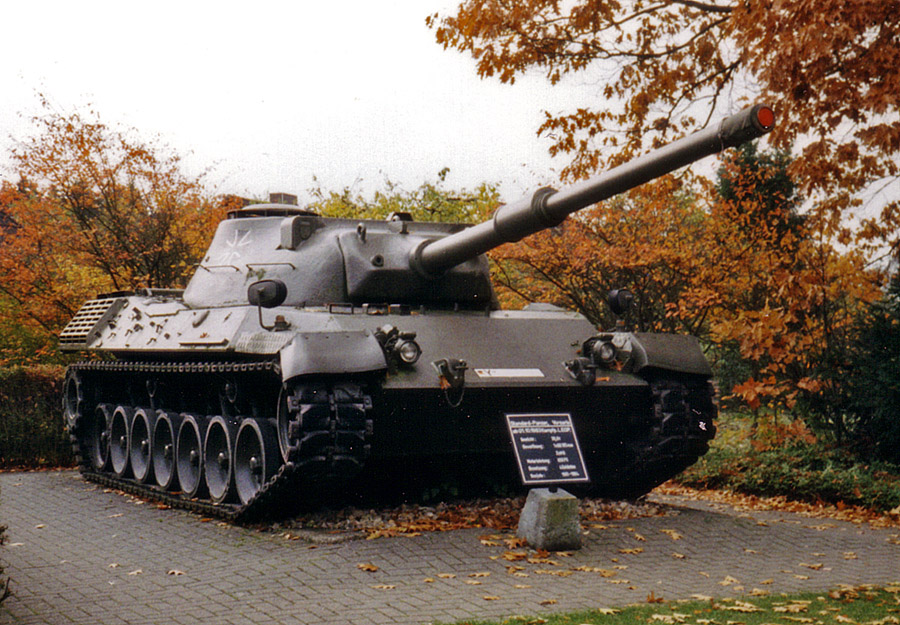
豹1 (prototype no 2)
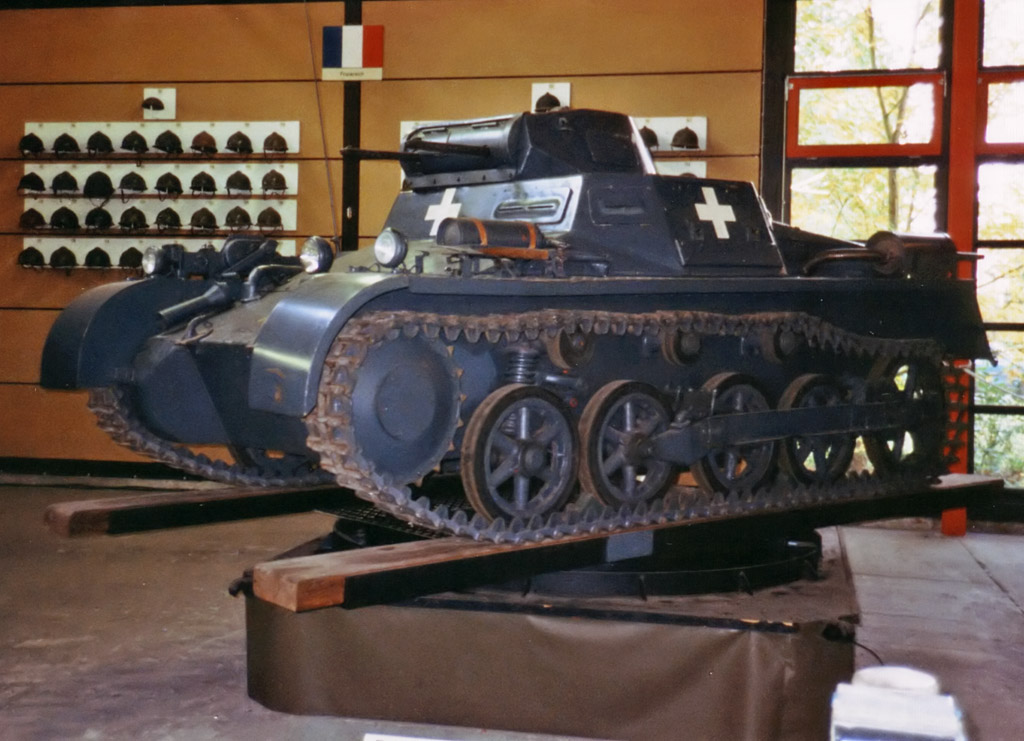
一號坦克, Mark A on a turntable
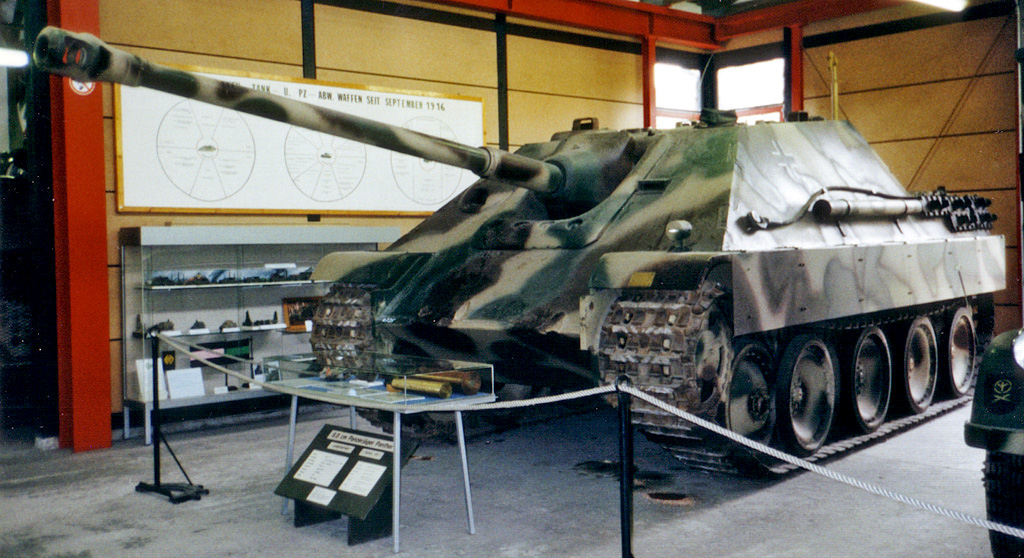
獵豹式驅逐戰車 V (獵豹式驅逐戰車)
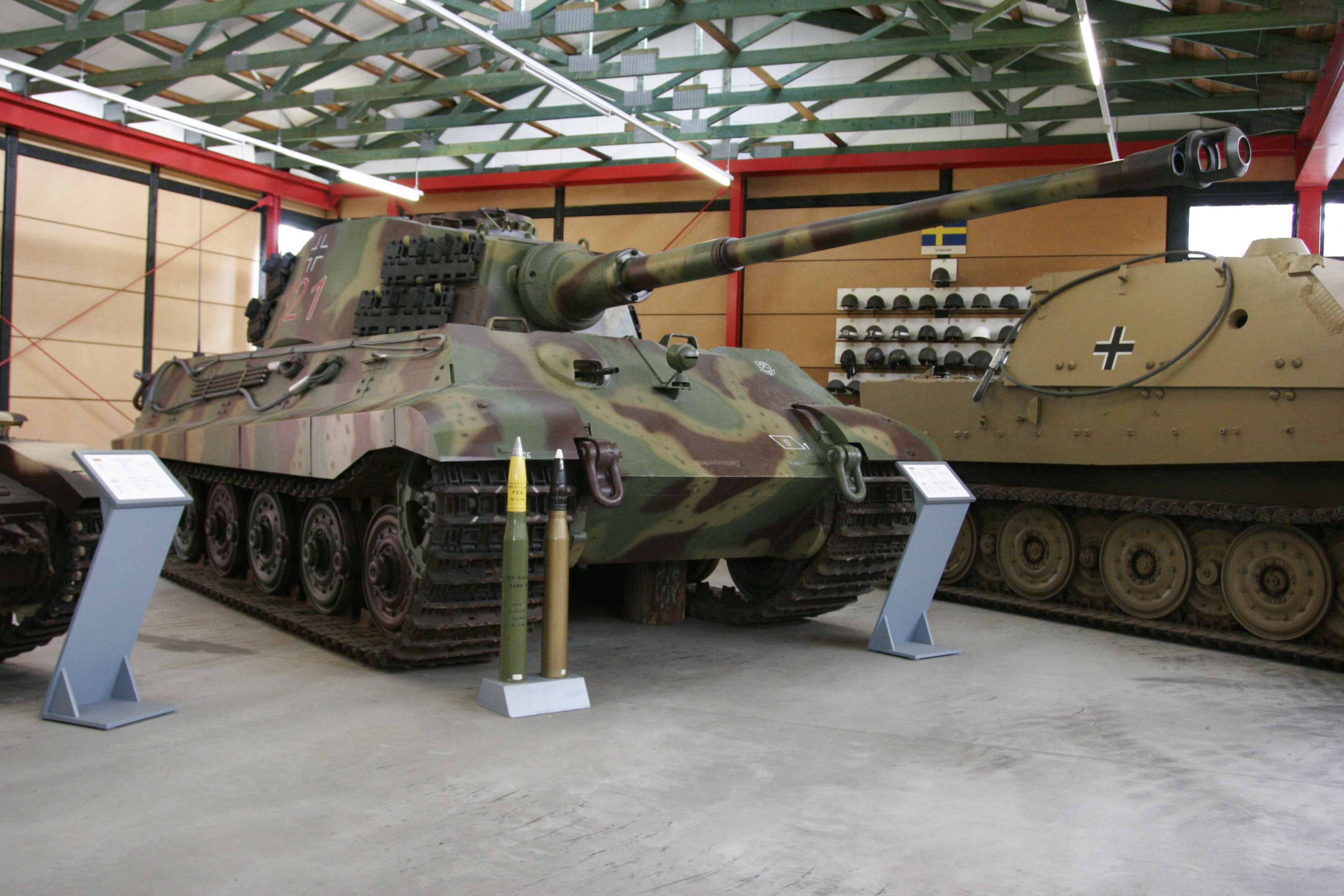
虎II坦克 with the production turret
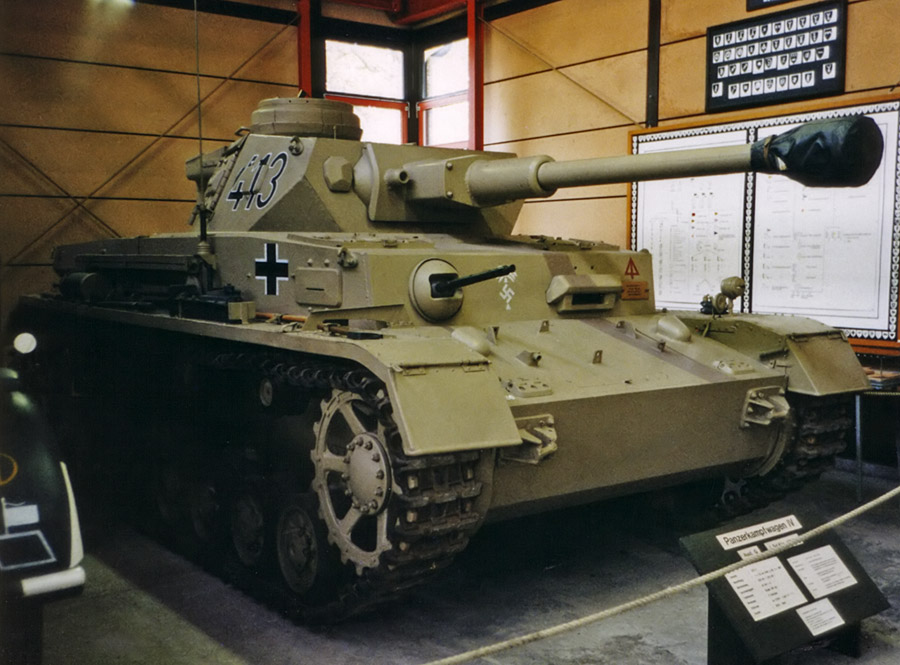
四號戰車G型
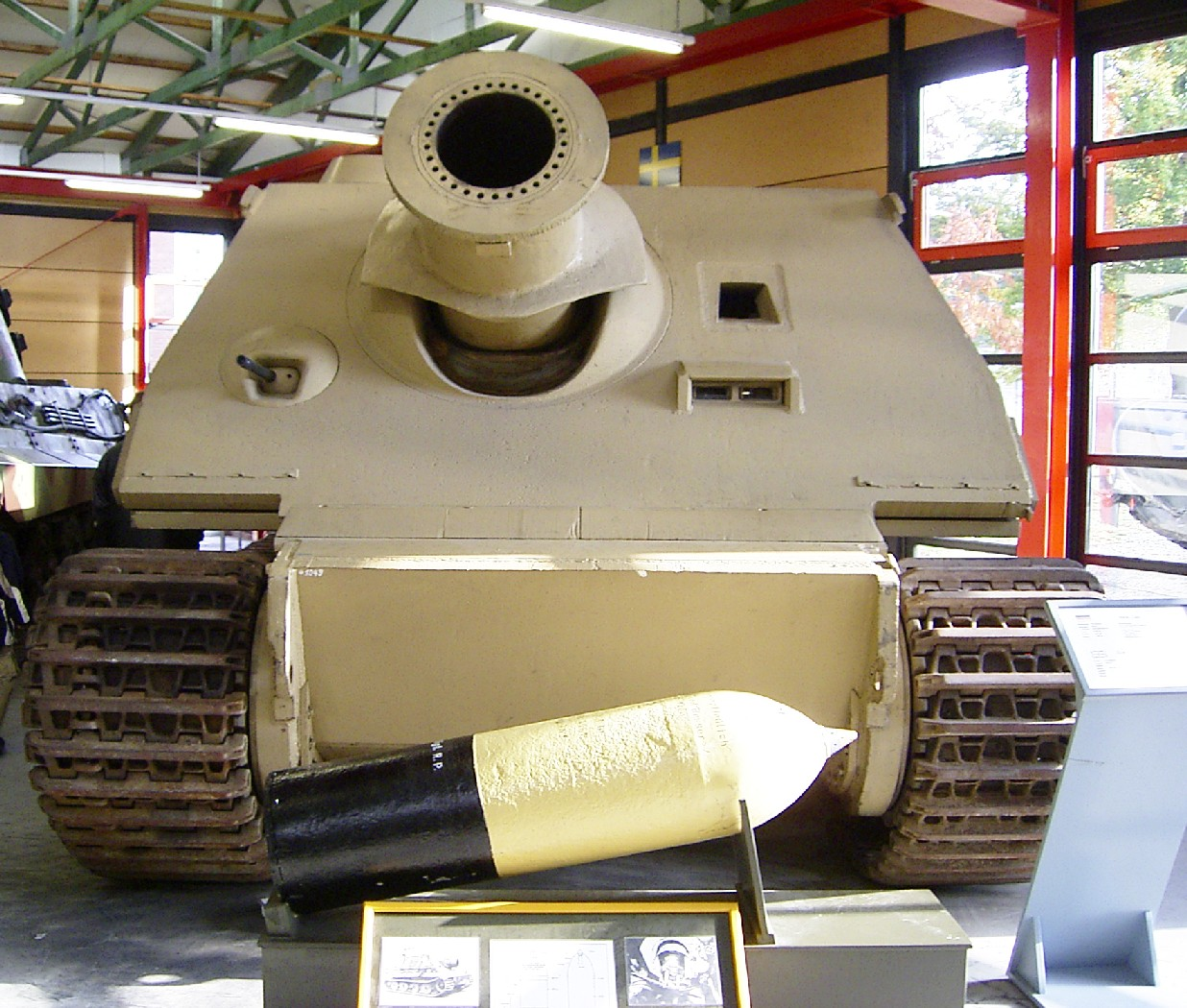
突擊虎式 Sturmtiger
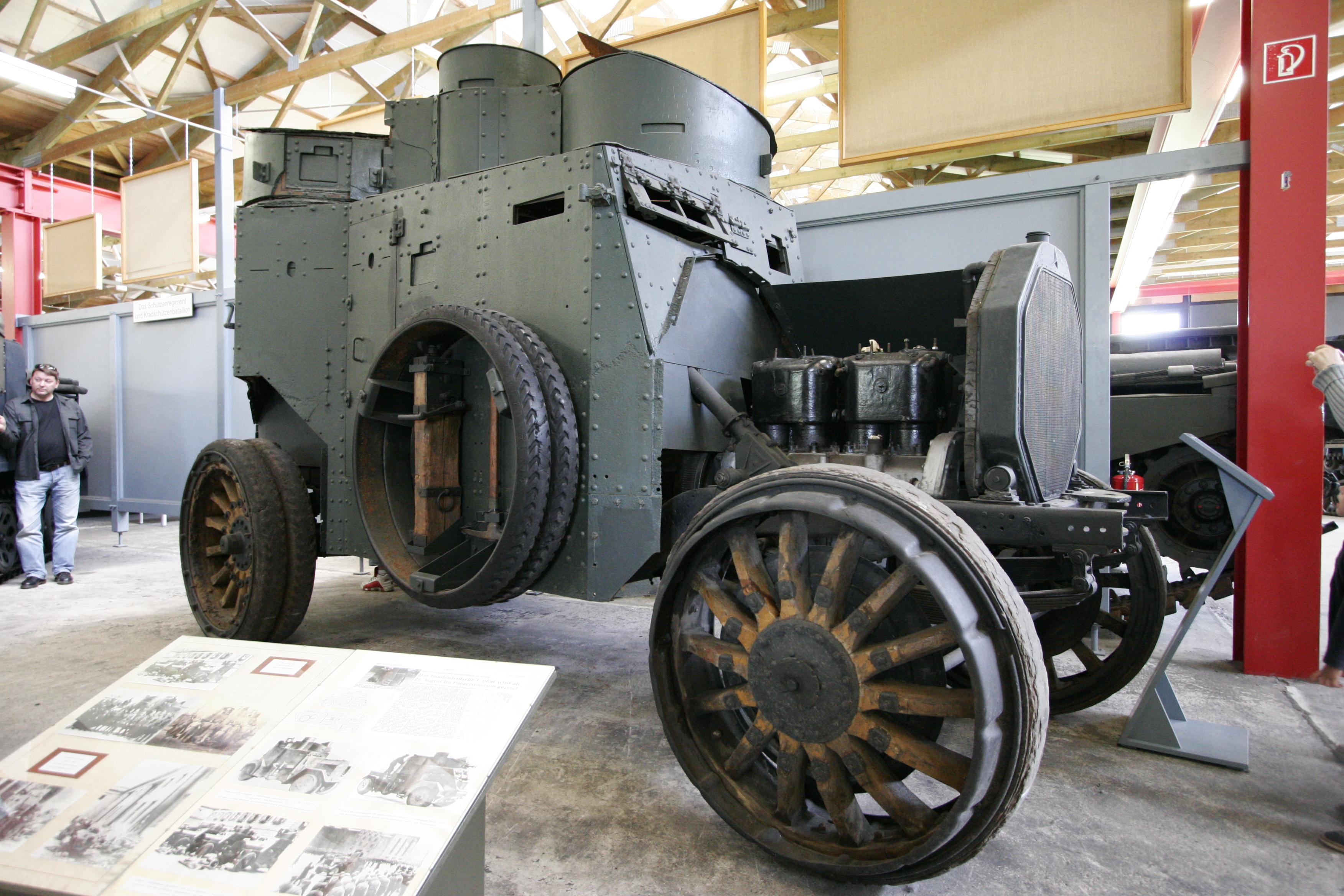
Daimler DZVR 21 police special vehicle
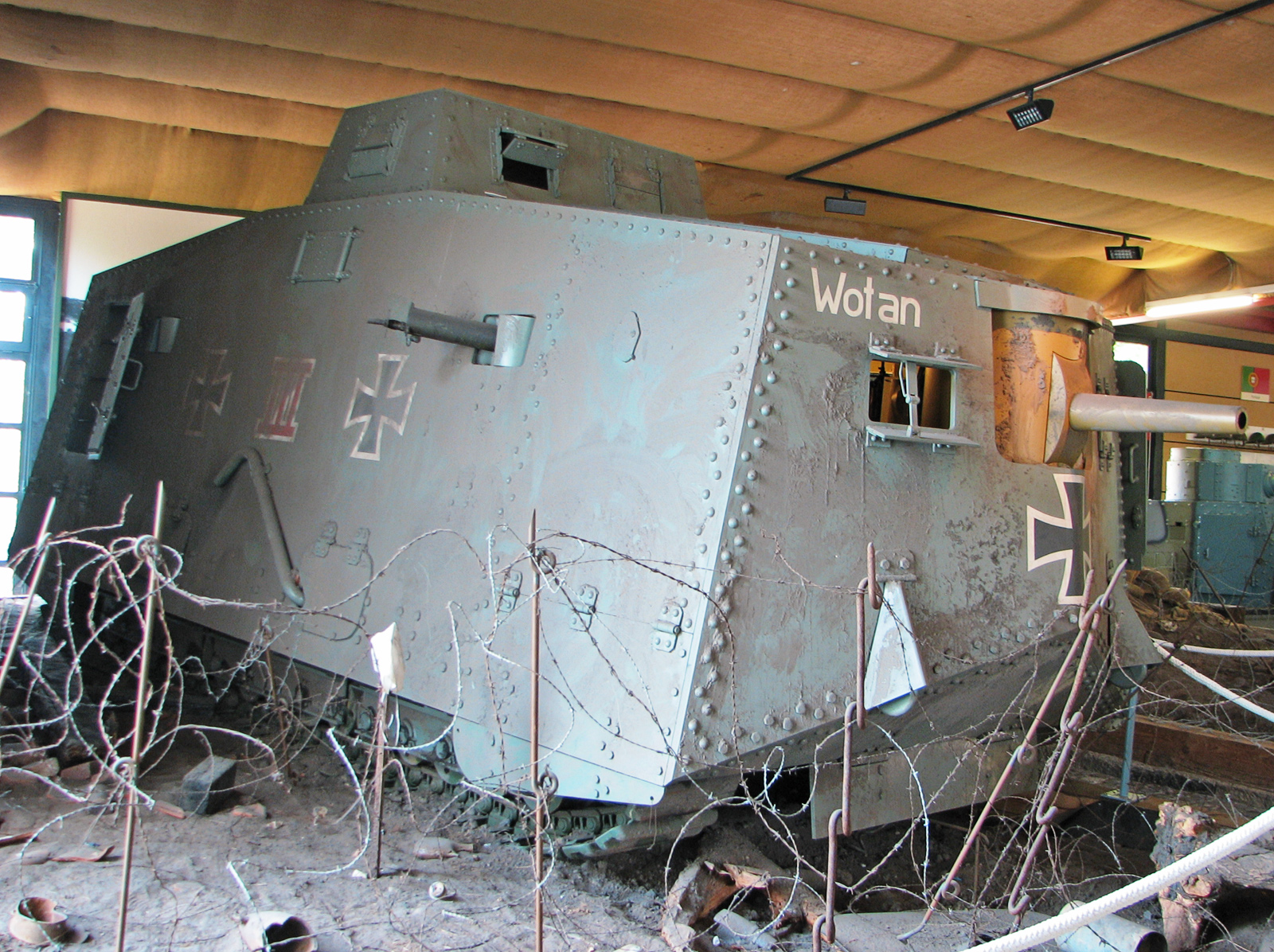
A7V (replica of the original tank)
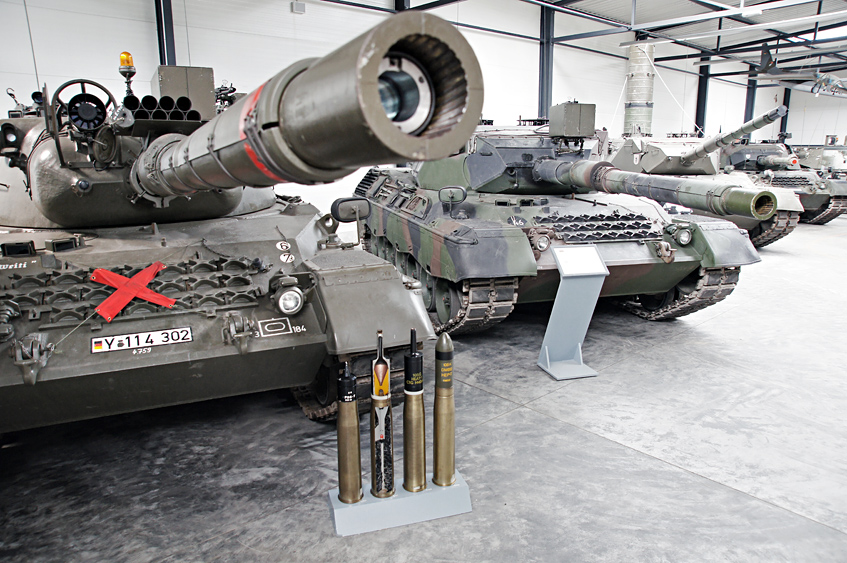
在德国坦克博物馆的豹型系列